# Santa Domenica (Montenegro)
Santa Domenica (in montenegrino Sveta Neđelja/Света Недеља) è un'isola del Montenegro, nel mare Adriatico meridionale, situata di fronte a Castellastua. Si trova affiancata dall'isolotto di Cattici e nelle vecchie mappe vengono chiamati ambedue scogli di Santa Domenica.
Sull'isolotto c'è una piccola chiesa dedicata a santa Domenica.

## Geografia
Lo scoglio di Santa Domenica si trova a circa 770 m dalla spiaggia di Castellastua; ha un'altezza di 33 m. Un gruppo di scogli si trova a sud dell'isolotto, in direzione dello scoglio Cattici che dista circa 130 m.

### Isolotti adiacenti
- Perazića Školjic[7][8], scoglio vicino alla costa a nord-ovest di Castellastua, a circa 2,2 km[9] da Santa Domenica; ha un'altezza di 131 m[7] 42°12′46″N 18°55′01″E.
- Hrid Kobila, piccolo scoglio a sud-est della spiaggia di Castellastua, 680 m a nord-est di Santa Domenica[10], ha un'altezza di 77 m[11] 42°11′06.77″N 18°56′38.13″E.
- Scogli Vattuglia[12], adiacenti alla costa del promontorio Resovo Brdo[13], a sud-est di Castellastua: 
  - hrid Velje Seke, piccolo scoglio che ha un'altezza di 4 m[14] 42°11′47.8″N 18°57′03.26″E.
  - otocic Vatulja[15], a circa 1,4 km[16] di distanza da Santa Domenica 42°11′41.85″N 18°57′11.84″E.

Alcuni scogli si trovano vicino alla costa di punta Dubovizza (rt Dubovica) a sud di valle Bugliarizza (uvala Buljarica), la larga insenatura a sud-est di Castellastua. Elencati da nord a sud sono:
- scoglio Miscovizza[20] (hrid Miškovica), che ha un'altitudine di 65 metri[21] 42°11′41.85″N 18°57′11.84″E.
- Oštri Kamen[22], che ha un'altezza di 3 metri 42°10′42″N 18°57′58″E.
- scoglio Mravignacco[20] (hrid Mravinjak)[23], proprio di fronte a punta Dubovizza, a circa 170 m. Dista da Santa Domenica circa 3,5 km, in direzione sud-est[24] 42°10′24.67″N 18°57′52.23″E.